# Liste du patrimoine mondial à Monaco
Cet article recense les sites inscrits au patrimoine mondial à Monaco.

## Statistiques
Monaco ratifie la Convention pour la protection du patrimoine mondial, culturel et naturel le 7 novembre 1978.
En 2020, Monaco ne compte aucun site inscrit au patrimoine mondial. Le pays a cependant soumis 1 site à la liste indicative, naturel.

## Listes
Les sites suivants sont inscrits sur la liste indicative.
| Site                         | Type           | Date | Lien | Notes | Coordonnées                      | Illus. |
| ---------------------------- | -------------- | ---- | ---- | --- | -------------------------------- | ------ |
| Les Alpes de la Méditerranée | Naturel (viii) | 2017 | 6180 | Élément d'un site transfrontalier et sériel, s'étendant également en France et en Italie. Le site monégasque s'étend sur les eaux territoriales du pays. | 43° 20′ 51″ nord, 7° 35′ 14″ est |        |